# Reuben James (sång)
The sinking of the Reuben James är en sång skriven av Woody Guthrie som handlar om sänkningen av fartyget USS Reuben James, vilket var det första  amerikanska örlogsfartyget som sänktes av tyska ubåtar under andra världskriget. Woody Guthrie hade börjat att skriva en sång som innehöll namn på alla offer för katastrofen men dessa blev senare ersatta med en kör som sjunger raden: "Tell me what were their names."
Countryartisten Kenny Rogers hit Reuben James har inget samband med Woody Guthries inspelning. Det är två olika sånger.

## Inspelningar
- The Almanac Singers on Dear Mr. President 1942
- Will Geer på Bound for Glory 1958
- Johnny Horton på Johnny Horton Sings History 1960
- Oscar Brand på Every Inch a Sailor 1960
- Kingston Trio på Close-Up 1961
- The Chad Mitchell Trio on Reflecting 1963
- Cisco Houston på Cisco Houston sings the songs of Woody Guthrie 1963
- James Talley på Woody Guthrie and Songs of My Oklahoma Home 1999
- Folk Family Robinson på Songs of America (2007).  Folk Family Robinson is Chris and Rich Robinson of the Black Crowes and their father Stan Robinson.